# Carl von Horn
Carl von Horn (né le 16 février 1847 à Wurtzbourg, mort le 5 juin 1923 à Munich) est un Generaloberst bavarois et ministre de la Guerre de Bavière (de) de 1905 à 1912.

## Biographie
Il vient d'une famille originaire du palatinat du Rhin qui accède à la noblesse dans les années 1790.
Carl est le petit-fils du général Wilhelm von Horn (de) et le fils du général Karl von Horn (de) et de son épouse Maria Magdalena Auernheimer. Il fréquente l'école des pages.
En 1866, Horn entre dans l'armée bavaroise comme sous-lieutenant dans l'infanterie et participe à la guerre austro-prussienne. Pendant la guerre franco-allemande de 1870, il se distingue dans le 1er corps d'armée de Bavière au moment de la bataille de Villepion (en) et reçoit la Croix de fer 2e classe. Après la guerre, il va à l'académie bavaroise de guerre (de) et intègre l'état-major ; il est nommé adjudant dans le commandement général de la 1re Armée. Il entre au ministère de la Guerre en 1880. En 1892, en tant que colonel, il prend la direction de l'état-major général de la 1re Armée. En 1900, il devient lieutenant-général.
Le 4 avril 1905, Carl von Horn est ministre de la Guerre de Bavière à la place d'Adolph von Asch (en). Il réorganisé les troupes bavaroises et leur commandement et modernise l'armement. En reconnaissance de ses réalisations, il est nommé en 1911 Generaloberst et passe dans la noblesse bavaroise de baron à comte. Le 16 février 1912, il démissionne de son poste et prend sa retraite. Otto Kreß von Kressenstein (de) lui succède. Il reste cependant inscrit dans l'armée.
Pour ses nombreuses années de service, Horn est fait chevalier de l'Ordre de Saint-Hubert, reçoit les Grands-Croix de l'Ordre du Mérite militaire de Bavière, de l'Ordre du mérite civil de la Couronne de Bavière et de l'Ordre de Saint-Michel.